# Acianthera moronae
Acianthera moronae är en orkidéart som först beskrevs av Carlyle August Luer och Alexander Charles Hirtz, och fick sitt nu gällande namn av Carlyle August Luer. Acianthera moronae ingår i släktet Acianthera och familjen orkidéer. Inga underarter finns listade i Catalogue of Life.